# ヘニング・アレクサンダー・フォン・クライスト
ヘニング・アレクサンダー・フォン・クライスト（Henning Alexander von Kleist, 1677年5月4日 - 1749年8月21日）は、プロイセン王国の貴族、軍人。最終階級は元帥。プロイセンの一大軍人家門であるクライスト家出身。

## 生涯
1677年、ポメラニアのラッダッツ（現在のポーランド・西ポモージェ県）でヨアヒム・ダニエル・フォン・クライストとマリア・カタリーナ・フォン・ラメルの間に生まれた。当時としては遅い21歳で第3歩兵連隊に入り、スペイン継承戦争に従軍する。戦争序盤のうち、クライストの連隊はフランス方に占領されていたスペイン領ネーデルラント諸都市の回復を担い、カイザースヴェルト、フェンロー、ルールモント、ユイ等の攻略に従事して、この間に1702年に中尉となった。その後南ドイツ方面の作戦に転じて1704年のブレンハイムの戦いに参加した。
翌1705年にイタリア戦線に転じ、大尉に昇進して中隊長となる。そしてカッサーノの戦い、トリノの戦い、トゥーロン包囲戦と、イタリアにおける主要な作戦に参加して戦い、その後再び部隊を連れて北のネーデルラント戦線に転進する。こちらでもアウデナールデの戦い、リール包囲戦、マルプラケの戦い等の戦争の中心となる主要な戦役に参加し、1709年に少佐、1713年には中佐となった。また1712年にはクロッセンとトレッビンの御領地監督頭（Amtshauptmann）の職を与えられた。1716年にアルベルティーネ・マリア・フォン・ビーダーゼーと結婚。
プロイセンが大北方戦争に転じた後は対スウェーデン戦に従軍し、1718年に大佐に昇進して第3歩兵連隊指揮官となる。またDe la Générositéを授与された。しかしこの頃、軍の最高司令官であり連隊所有者でもあるアンハルト＝デッサウ侯レオポルト1世と不和となり、プリンツ・オイゲンに誘われて1722年から1726年までオーストリアに仕官した。
1726年にプロイセンに戻り第26歩兵連隊指揮官となる。1729年頃からしばらくの間、プロイセンはハノーファーと係争を抱えて緊張関係にあり、クライストは連隊を指揮して示威活動を行った。1731年に第26歩兵連隊シェフ、1733年に少将に昇進し、さらにビスリシュの郡代（Drostei）の職を得た。ポーランド継承戦争にも従軍し、フリードリヒ王太子（後のフリードリヒ2世）の主要な助言者としての役割を果たす。
オーストリア継承戦争において、1741年の春にブリーク要塞の包囲部隊を任されていたが、オーストリア軍の接近のため解囲してフリードリヒ2世の軍に加わり、モルヴィッツの戦いに参加する。この時第一戦列右翼端において擲弾兵大隊を指揮し、オーストリア騎兵の猛攻によって味方騎兵の敗走してしまう中、敵の突撃をよく防いで部隊の戦列を崩壊させなかった。戦後フリードリヒ2世から高く評価され、この年のうちに黒鷲勲章とプール・ル・メリット勲章の両方を授与され中将に昇進、コルベルク総督に任じられた。
以後、クライストは1744年の戦役には参加して1745年の1月歩兵大将に昇進するも、その年に行われた会戦にはいずれも参加していない。1747年に元帥に叙され、2年後の1749年に72歳で死去した。

## 参考資料
- Joachim Engelmann, Friedrich der Grosse und seine Generale, （Podzun-Pallas-Verlag GmbH, 1988）
- ADB:Kleist,_Henning_Alexander_von Allgemeine Deutsche Biographie, herausgegeben von der Historischen Kommission bei der Bayerischen Akademie der Wissenschaften, Band 16 (1882), ab Seite 150